# 아당 드라알

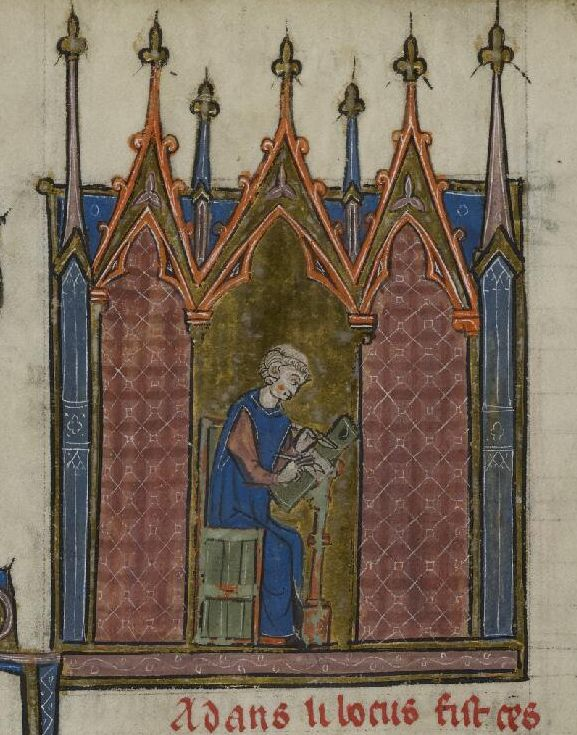

아당 드라알(Adam de la Halle, 1240년경~1287년)은 중세 음유시인(吟遊詩人) 가운데 가장 대표적 존재의 한 사람이다.
아당 드라알은 파리 북방의 아라스 태생으로, 아라스의 아당, 또는 꼽추 아당이라고도 불렸으며, 음유시인으로서 알트와 백작 로벨 2세 밑에 근무했으며 백작과 함께 나폴리로 가서 거기서 앙주 공(公) 샤를의 궁전에서 일하게 되었다. 그는 이 곳에서 만년을 보낸 뒤 사망했는데 53곡의 가요가 그의 이름으로 남았으며 3성부의 론도 등 다성 작곡에도 수완을 발휘하였으나 특히 중요한 작품으로는 단선율로 작곡된 목가극 <로방과 마리옹의 장난>(1270-1280)일 것이다. 이는 기사와 양치기 딸의 로맨스에 양치기들의 장난을 곁들여 대화와 민요풍의 가요로 형성되며 후자가 자주 반복해서 노래된다. 이런 구성이 훗날 보드빌(나아가서는 오페라 코미크) 형태의 원천이 되었다는 점에서 이 작품은 역사상 주목할 만한 것이라 할 수 있다.

## 참조 자료
- 이 문서에는 다음커뮤니케이션(현 카카오)에서 GFDL 또는 CC-SA 라이선스로 배포한 글로벌 세계대백과사전의 내용을 기초로 작성된 글이 포함되어 있습니다.